# Кристијан Линднер
Кристијан Линднер (7. јануар 1979. Вупертал) је бивши немачки политичар, који је од 2013. до 2025. био председник Странке слободних демократа (ФДП), и такође министар финансија од 2021. до 2024.

## Биографија

### Младост и студије
Родио се 1979. године као син учитеља математике и информатике у Вуперталу а после развода својих родитеља одрастао је код мајке. На универзитету у Бону година 1999-2006. завршио је политикологију и под Б јавно право и филозофију.

### Лични живот
Године 2011, оженио је пет година старију новинарку Дагмар Розенфелд.

## Политичка каријера

### Председник Странке слободних демократа
Члан је ФДП од 1995. године а за место председника ФДП се успешно кандидовао 2013. године први пут и добио свега 79,04% гласова.
Од 2013. године председник странке је Кристијан Линднер. Партија на Савезним изборима 2017. осваја 10,7% и 80 посланичких мандата, чиме постаје четврта најјача странка у Бундестагу.
На немачким савезним изборима 2017. победила коалиција ЦДУ/ЦСУ која је добила 33% гласова, друга је СПД са 20,5% гласова, на трећем месту је АфД са 12% а на четвртом месту је са 10,7% ФДП коју следи немачка Левица са 9,2% док су Зелени освојили 8,9% преданих гласова, У овим изборима је учествовало 51 675 529 бирача.
После избора и одустајања СПД од „велике коалиције” дошло је до разговора о "јамајка коалицији" између странке ЦДУ/ЦСУ као и странака ФДП и Зелених немачке Левице али ни ово за сада није дало резултате.
Био је министар финансија од 2021 до 2024, кад га је сменио Олаф Шолц.
Након лоших резулата његове странке на парламентарним изборима 2025. године, Линднер је дао оставку на место председника странке и објавио повлачење из политике.